# L'Appel de l'or
Pour plus de détails, voir Fiche technique et Distribution.
L'Appel de l'or (Jivaro) est un film américain réalisé par Edward Ludwig et sorti en 1954.

## Synopsis
Rio Galdez vit dans un village perdu au fin fond de l'Amazonie. Il y exerce le cabotage et son vieux rafiot lui sert à la fois pour un peu de contrebande et la traversée des passagers qui le louent. Le village accueille d'autres déclassés, notamment Jerry Russell, autrefois ingénieur, mais qui a sombré dans l'alcoolisme et n'a plus qu'une obsession: retrouver un trésor fabuleux qui, d'après d'anciens parchemins, se trouverait dans la Vallée des Vents, sur le territoire des indiens Jivaros. Il décide deux compagnons à tenter l'aventure. Justement le jour de leur départ, une jeune femme, Alice Parker, prend passage à bord de l'embarcation de Galdez, pour rejoindre Russell. En effet, elle n'est autre que sa fiancée à laquelle il avait fait miroiter une existence de rêve...

## Fiche technique
- Titre : L'Appel de l'or
- Titre original : Jivaro
- Réalisation : Edward Ludwig
- Scénario : Winston Miller, d'après la nouvelle Morro Treasure de David Duncan
- Chef opérateur : Lionel Lindon     -  (Technicolor)
- Musique : Gregory Stone
- Costumes : Edith Head
- Direction artistique : A. Earl Hedrick (en), Hal Pereira
- Décors : Sam Comer, Grace Gregory
- Montage : Howard A. Smith
- Production : William H. Pine, William C. Thomas pour Paramount Pictures
- Genre : Film d'aventure
- Durée : 90 minutes
- Dates de sortie :
  - États-Unis : 10 février 1954
  - France : 26 novembre 1954

## Distribution
- Fernando Lamas (VF : Jean-Claude Michel) : Rio Galdez
- Rhonda Fleming : Alice Parker
- Brian Keith (VF : Marc Cassot) : Tony
- Pascual García Peña (VF : Jacques Beauchey) : Sylvester
- Morgan Farley (VF : Lucien Bryonne) : Vinny
- Rita Moreno : Maroa
- Richard Denning (VF : William Sabatier) : Jerry Russell
- Marvin Miller : le chef Jivaro
- Lon Chaney Jr. (VF : Henry Djanik) : Pedro Martines
- Charles Lung (VF : Richard Francœur) : le curé
- Kay Johnson : Umari
- Gregg Barton : Edwards
- Nestor Paiva : Jacques